# A. C. Sangiustese
 Associazione Calcio Sangiustese là một câu lạc bộ bóng đá Ý đến từ Monte San Giusto, Marche.

## Lịch sử
Đội được thành lập vào năm 1956 và chơi trong 2008-09 Lega Pro Seconda Divisione, sau khi đã được trao danh hiệu vô địchSerie D / F  trong mùa giải 2007-08.
Vào tháng 7 năm 2010, vì câu lạc bộ không đáp ứng yêu cầu tài chính, nó đã bị trục xuất khỏi giải đấu chuyên nghiệp và khởi động lại từ Eccellenza.
Trong mùa giải tiếp theo ở Eccellenza Marche, câu lạc bộ đã bị xuống hạng ở Promozione và giải thể vào mùa hè năm 2011.

## Màu sắc và huy hiệu
Màu sắc của đội là đỏ và xanh.